# Jan Roß
Jan Roß (* 1965 in Hamburg) ist ein deutscher Journalist und Autor.
Roß hat klassische Philologie, Philosophie und Rhetorik in Hamburg und Tübingen studiert. Anschließend war er wissenschaftlicher Mitarbeiter am Seminar für Philosophie der Freien Universität Berlin. Danach war er zunächst von 1991 bis 1996 Redakteur im Feuilleton der Frankfurter Allgemeinen Zeitung. Seit 1998 arbeitet er für die Wochenzeitung Die Zeit, wo er die außenpolitische Berichterstattung koordinierte und Auslandskorrespondent in Indien war. Derzeit ist er Redakteur im Politik-Ressort.
Roß ist evangelisch; er hat sich jedoch in Büchern vorwiegend mit dem Katholizismus befasst und etwa eine Biographie über Papst Johannes Paul II. geschrieben, die auch ins Polnische übersetzt wurde. Teilweise wird er als „christlicher Buchautor“ bezeichnet. Seine erste Buchveröffentlichung war eine „Streitschrift gegen den Vulgärliberalismus“.

## Veröffentlichungen (Auswahl)
- Die neuen Staatsfeinde: Was für eine Republik wollen Schröder, Henkel, Westerwelle und Co.? Eine Streitschrift gegen den Vulgärliberalismus, Frankfurt am Main: Fischer-Taschenbuch-Verlag 2000 (zuerst 1998)
- Der Papst. Johannes Paul II. Drama und Geheimnis. Alexander Fest Verlag, Berlin 2000, ISBN 3-8286-0096-4 (erweiterte Neuausgabe als Taschenbuch unter dem Titel Johannes Paul II. Der Jahrhundertpapst, Rowohlt, Reinbek bei Hamburg 2005, ISBN 3-499-62116-9).
- Was für eine Welt wollen wir? Richard von Weizsäcker im Gespräch mit Jan Roß, Reinbek bei Hamburg: Rowohlt-Taschenbuch-Verlag 2006, ISBN 978-3-499-62003-4.
- (als Mitherausgeber mit Patrik Schwarz): Was soll ich glauben? Die Weltreligionen: Informationen, Gründe, Einblicke. Herder, Freiburg/Basel/Wien 2008, ISBN 978-3-451-05989-6.
- Was bleibt von uns? Das Ende der westlichen Weltherrschaft. Rowohlt, Berlin 2008, ISBN 978-3-87134-596-8.
- Die Verteidigung des Menschen. Warum Gott gebraucht wird. Rowohlt, Berlin 2012, ISBN 978-3-87134-722-1.
- Bildung – eine Anleitung. Rowohlt, Berlin 2020, ISBN 978-3-7371-0047-2.
- Boris Johnson. Porträt eines Störenfrieds. Rowohlt, Berlin 2020, ISBN 978-3-7371-0106-6.